# Puuruunjärvi
Puuruunjärvi är en sjö i kommunen Lieksa i landskapet Norra Karelen i Finland. Sjön ligger 116,2 meter över havet. Den är 9,1 meter djup. Arean är 1,76 kvadratkilometer och strandlinjen är 21,14 kilometer lång. Sjön  ingår i Vuoksens huvudavrinningsområde.   Den ligger omkring 100 kilometer norr om Joensuu och omkring 460 kilometer nordöst om Helsingfors. 
I sjön finns ön Jylmäkänsaari. 